# Гмунден
Гмунден (нім. Gmunden, бавар. Gmundn) — місто-курорт в Австрії, у федеральній землі Верхня Австрія. Входить до складу округу Гмунден.
Місто розташоване на березі озера Траунзее і займає площу 63,55 км².

## Населення
У 2001 році Гмунден мав населення 13 336 осіб. З них 88,4% становили громадяни Австрії, 1,5% з країн Європейського Союзу та 10,2% з інших країн. Населення — 13 199 мешканців (станом 1 січня 2016 року).
| 1869  | 1880  | 1890  | 1900  | 1910  | 1923  | 1934  | 1939   | 1951   | 1961   | 1971   | 1981   | 1991   | 2001   | 2014   |
| ----- | ----- | ----- | ----- | ----- | ----- | ----- | ------ | ------ | ------ | ------ | ------ | ------ | ------ | ------ |
| 6,857 | 6,857 | 7,521 | 8,451 | 8,451 | 9,633 | 9.838 | 10,792 | 12,894 | 12,518 | 12,331 | 12,653 | 13,133 | 13,336 | 13,021 |

## Історія

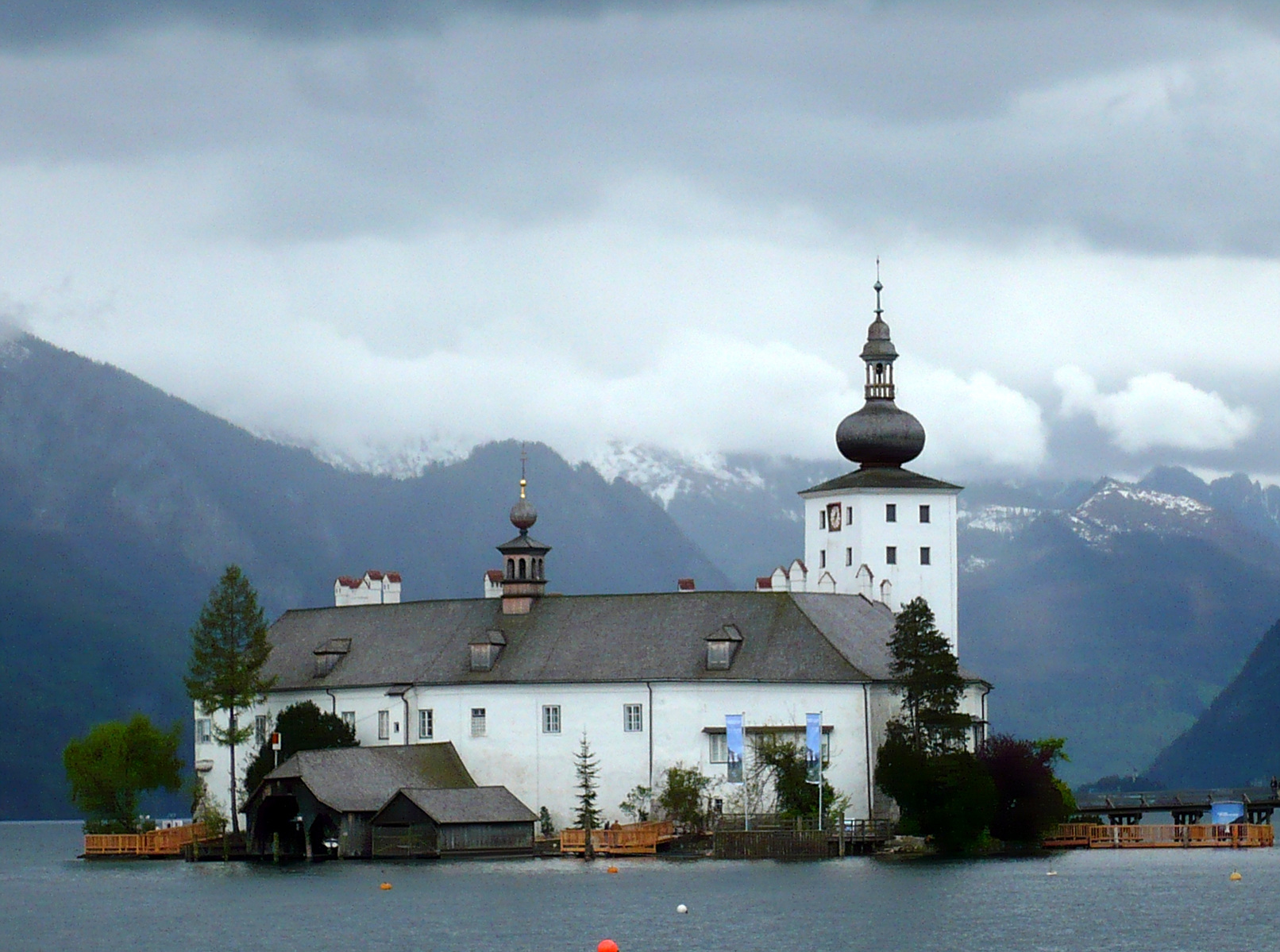
Замок Орт

Перші поселення на території Гмунден були ще у V столітті, але містом став у 1278 році. Своїм розвитком у Середньовіччі Гмунден, як і багато міст землі Зальцбург, багато в чому зобов'язаний солі — місто було важливим пунктом її транспортування та продажу. Але до XIX століття розквіт соляної торгівлі добіг кінця, місту довелося шукати нові джерела прибутку. Гмунден став курортом, головний його конкурент — Бад-Ішль, що лежить неподалік. Під час Першої світової війни тут проходили лікування та реабілітацію поранені солдати. У Гмундені немає мінеральних джерел, але їх відсутність з лихвою компенсується гірським повітрям, мальовничим озером та неповторною атмосферою середньовічного міста. Гмунден відомий своєю керамікою. Її виробництво почалося тут ще в середні століття, а на початку XX століття в місті з'явилася керамічна мануфактура, завдяки якій гмунденська кераміка стала відома не тільки в Австрії, але й в усьому світі.

## Пам'ятки

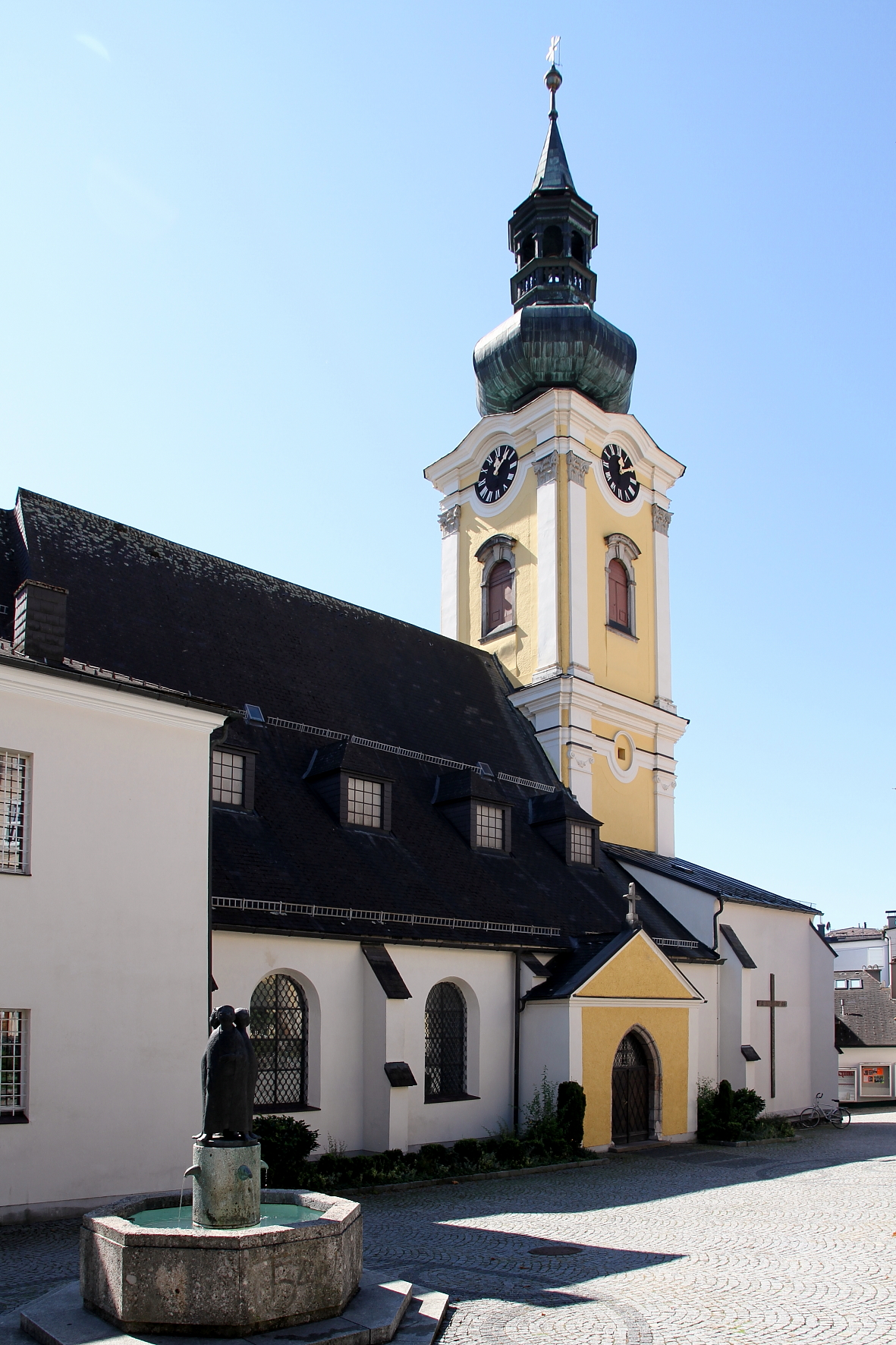

Найкрасивішою та відвідуваною пам'яткою є, звичайно ж, озерний замок Орт, який вважається найстарішою будовою Зальцкаммергута і стоїть на невеликому острівці на озері Траунзее. Власник замку — ерц-герцог Йоган Сальватор Тоскана з Габсбурзько-Лотаринзького роду. У стінах замку щорічно проводяться музичні фестивалі.
Найпривабливіша частина міста — крихітне середмістя, з крутими та вузькими брукованими вулицями, маленькими площами й куполами міської церкви (XVI—XVIII століть). У середмісті є ще одна пам'ятка — гмунденська ратуша. Її родзинка — керамічні дзвони, що мають дуже незвичне звучання. Ратушу збудовано у 1574 році. Неподалік від неї міська церква, перша згадка про яку належить до 1270 року. Церква багато разів перебудовувалася. Під час реконструкції церкви у 1946 році на ній були виявлені фрески, датовані 1525 роком. Визначна пам'ятка церкви — вівтар Трьох Волхвів (1678 року, виконав Томас Шванталер). У будівлі ратуші розміщено історичний музей.
Найбільш незвичайним музеєм Гмундена є «Klo & So», або Санітармузеум: в його експозиції все, що пов'язано з туалетами й гігієною.
У місті є музей Каммергоф, у старій соляній коморі, який ознайомлює з історією округу та торгівлі сіллю.
Ще одним привабливим для туристів місцем Гмундена є фунікулер Ґрюнберґсайлбан (нім. Grünbergseilbahn). На ньому можна піднятися на вершину гори Грюнберг, звідки відкривається чудовий краєвид на місто й озеро Траунзее.
З 1989 року в Гмундені регулярно проводиться 70-кілометровий марафон «Навколо Траунзее».

## Відомі особи
- Томас «Том» Нойвірт (нім. Thomas "Tom" Neuwirth), більш відомий як Кончита Вурст (нар. 6 листопада 1988 року, Гмунден) — австрійський співак, який переміг на пісенному конкурсі Євробачення 2014 у Копенгагені (Данія), з піснею «Rise Like a Phoenix»[7][8].